# Андронов Олександр Олександрович
Олекса́ндр Олекса́ндрович Андро́нов (нар. 29 березня (11 квітня) 1901, Москва — 31 жовтня 1952, Горький) — російський радянський фізик, академік АН СРСР (з 1946).
Закінчив Московський університет (1925), де в наступні роки був аспірантом і працював. З 1931 професор Горьковського університету.
Депутат Верховної Ради СРСР 2—3-го скликань.
У 1969 Президією АН СРСР заснована премія імені О. О. Андронова.

## Праці
Наукові праці Андронова присвячені теорії коливань і автоматичного регулювання. Розв'язав ряд важливих питань з теоретичної радіотехніки, теорії годинників та ін. Андронов створив школу спеціалістів у галузі нелінійних коливань і суміжних проблем.